# Ettrick Mill

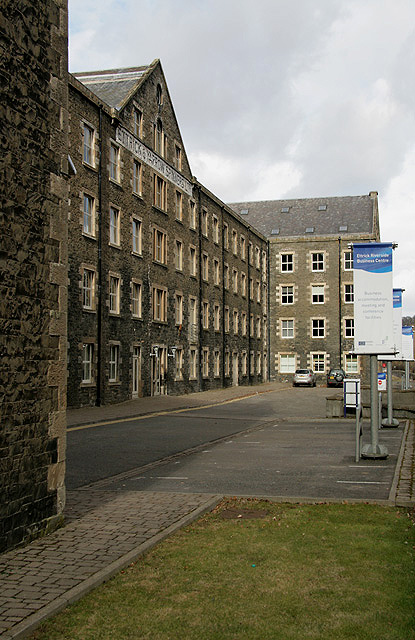
Ettrick Mill

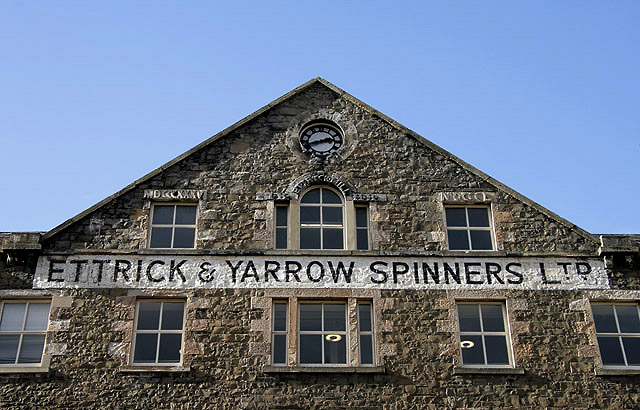
Detail

Ettrick Mill ist eine ehemalige Wassermühle in der schottischen Kleinstadt Selkirk in der Council Area Scottish Borders. 1971 wurde das Bauwerk in die schottischen Denkmallisten in der höchsten Denkmalkategorie A aufgenommen.

## Geschichte
Im Jahre 1819 eröffneten James und Henry Brown eine Spinnerei in Galashiels. Mit dem Bau der Ettrick Mill 1835 verlagerten sie ihren Sitz nach Selkirk. 1850 wurde die Größe der Ettrick Mill verdoppelt. Auf der Great Exhibition 1851 sowie auf weiteren Messen in Europa, Amerika und Indien wurden die Garne des Unternehmens mit Goldmedaillen ausgezeichnet. Nach dem Tod James Browns eröffneten seine Söhne die Buckhom Mill in Galashiels, während Henry Brown und nachfolgend seine Söhne bis 1883 die Fabrikation in Selkirk fortführten. Die Scotch Tweed Manufacturing Society setzte die Fabrikation fort, bis die Scottish Wholesale Cooperative Society die Mühle ab 1895 als Ettrick Tweed and Blanket Mill betrieb. 1962 rüstete die Ettrick and Yarrow Spinners die Ettrick Mill zur ausschließlichen Produktion von Garnen um. 1989 wurden die alten Gebäude aufgegeben, der Betrieb jedoch in einer 1968 erbauten Halle fortgeführt.
2008 wurden Teile der leerstehenden Ettrick Mill, die als imposantestes Fabrikgebäude Selkirks und größte mehrstöckige Mühle in den Scottish Borders gilt, in das Register gefährdeter denkmalgeschützter Bauwerke in Schottland aufgenommen. Ihr Zustand wurde 2012 als schlecht, bei gleichzeitig mäßiger Gefährdung eingestuft.

## Beschreibung
Die Ettrick Mill liegt im Industriegebiet von Selkirk, westlich der Kleinstadt. Sie besteht aus einem vierstöckigen, unterkellerten Hauptgebäude mit zwei ausgebauten Dachgeschossen sowie zahlreichen Außengebäuden. Aus dem länglichen Hauptgebäude treten an den Seiten zwei kurze Flügel heraus, sodass insgesamt ein U-förmiger Grundriss entsteht. Die ostexponierte Frontseite ist 21 Achsen weit mit jeweils drei weiteren Achsen an den Flügeln. Die zentrale Achse ist mit Drillingsfenstern sowie einem venezianischen Fenster im schlichten Dreiecksgiebel gestaltet. Die Stürze des venezianischen sowie der beiden flankierenden Fenster zeigt die Inschrift MDCCCXXXVI JB ETTRICK MILL HB MDCCCL. Oberhalb des venezianischen Fensters ist eine Uhr eingelassen. Die Gebäuderückseite ist 28 Achsen weit. Während das Mauerwerk entlang der Frontseite aus Steinquadern unterschiedlicher Größe besteht, wurde an der Rückseite Bruchstein verwandt. In das abschließende, schiefergedeckte Satteldach sind zwei Reihen schlichter Dachfenster eingelassen. Drei Wasserräder sowie eine 400-PS-Dampfmaschine betrieben die Anlage.